# Sivaladapinae
Sivaladapinae — викопна підродина адапіформних приматів, що жили в Азії в середньому до пізнього міоцену.